# Elsa Respighi
Elsa Respighi (née Olivieri-Sangiacomo) (née le 24 mars 1894 à Rome et morte le 17 mars 1996 dans la même ville) est une compositrice et mezzo-soprano italienne.

## Biographie
Chanteuse (mezzo-soprano) et elle-même compositrice, Elsa Respighi a créé des ballets à partir des Antiche arie e danze (en) de  Respighi et a terminé son opéra Lucrezia en 1937. Elle a défendu tout au long de sa vie le travail de son mari. Elle écrit en 1955 un livre racontant ses rencontres avec certaines des personnalités culturelles les plus influentes du début du XXe siècle. Elle a également publié en 1962 une biographie d'Ottorino Respighi.
En 1969 à Venise elle crée le Fondo Respighi pour promouvoir l’éducation musicale en Italie. Elle est également au premier plan des célébrations du centenaire de Respighi en 1979, célébrations qui voient un certain nombre d’œuvres négligées de Respighi jouées et enregistrées pour la première fois.
Elle meurt une semaine avant ses 102 ans en 1996.

## Œuvres

### Opéras
- Fior di neve (1918)
- Il dono di Alcesti (1941)
- Samuray (1945)

### Autres œuvres vocales
- 3 Canzoni spagnole pour soprano et orchestre (1917)
- 4 liriche pour voix et piano (1918/19)
- Il pianto della Madonna pour soprano, ténor, chœur et orchestre (1939)
- 3 Canti corali pour chœur (1939)
- Preghiera di Santa Caterina pour mezzo-soprano et orchestre de chambre (1943–48)

### Œuvres instrumentales
- Serenata di maschere, poème symphonique pour orchestre (1918)
- Suite di danze pour orchestre (1919/20)
- Intermezzo romantico pour alto, flûte, harpe et orchestre (1942)